# Binjai (Tebing Syahbandar)
Binjai is een bestuurslaag in het regentschap Serdang Bedagai van de provincie Noord-Sumatra, Indonesië. Binjai telt 5725 inwoners (volkstelling 2010).